# Hélène Enselmini
Hélène Enselmini (en italien : Elena Enselmini), aussi appelée bienheureuse Hélène d'Arcella, née en 1207, morte entre 1231 et 1251, est une religieuse clarisse italienne, réputée pour sa sainteté et sa vie mystique. Elle est béatifiée par l'Église catholique, et considérée parmi les saints patrons de la ville de Padoue.

## Biographie
Hélène Enselmini est née à Padoue, issue d'une famille noble mais appauvrie. Vers 1220, François d'Assise, récemment revenu du Moyen-Orient, arrive dans la ville pour y fonder un monastère de Clarisses sur un terrain donné dans le village voisin d'Arcella, auquel était rattaché un petit couvent des Frères Mineurs qu'il avait déjà fondé. En entendant les paroles de saint François dans les rues de Padoue, Hélène Enselmini en est émue.
Elle décide de devenir elle-même clarisse, membre de l'ordre des Pauvres Dames, à l'âge de 12 ans. Selon la tradition, elle reçoit l'habit religieux de saint François lui-même.
Hélène Enselmini est d'une santé fragile, mais elle passe le reste de sa vie selon la pleine rigueur de la règle de sainte Claire, jeûnant fréquemment, vivant dans la complète pauvreté et pratiquant le travail manuel, sans se plaindre. Elle aurait eu le don d'inédie, vivant uniquement du Saint-Sacrement pendant des mois. Mais plus tard sa santé se détériore gravement, elle devient à la fois aveugle et muette à la fin de sa vie, ce qu'elle supporte patiemment,. Elle aurait été conseillée et réconfortée pendant cette période par saint Antoine de Padoue. Elle meurt le 4 novembre 1231, ou 1242, ou 1251.

## Vénération, béatification
Après sa mort, Hélène Enselmini est honorée comme une sainte par l'Ordre franciscain ainsi que par les habitants de Padoue et de la région. Son corps est décrit comme toujours intact pendant longtemps, et des miracles sont rapportés par les visiteurs de sa tombe. Un siècle plus tard, le peintre Giusto de Menabuoi la représente sur sa fresque des saints patrons de la ville dans le baptistère de la cathédrale de Padoue. Au 15e siècle, le monastère est renommé monastère de Sainte-Hélène hors les murs, avec une indulgence accordée par le pape Eugène IV en 1443 à tous ceux qui ont contribué à sa reconstruction.
En 1693, une délégation représentant l'Ordre des Frères mineurs conventuels, avec l'évêque de Padoue Grégoire Barbarigo et diverses autres autorités de l'Église, se rendent à Rome pour demander la béatification d'Hélène Enselmini. Elle est béatifiée le 29 octobre 1695 par le pape Léon X, et son culte est confirmé plus tard par le pape Innocent XII.
Ses restes sont actuellement dans une châsse en verre dans le sanctuaire d'Arcella, maintenant inclus dans la ville de Padoue.